# Liste der Naturdenkmale in Bischweier
| Naturdenkmale | Anzahl |
| ------------- | ------ |
| FND           | 0      |
| END           | 1      |
| Gesamt        | 1      |

Die Liste der Naturdenkmale in Bischweier nennt die verordneten Naturdenkmale (ND) der im baden-württembergischen Landkreis Rastatt liegenden Gemeinde Bischweier. In Bischweier gibt es insgesamt ein als Naturdenkmal geschütztes Objekt, das ein Einzelgebilde-Naturdenkmal (END) ist.
Stand: 31. Oktober 2016.

## Einzelgebilde (END)
| Name                     | Bild | Kennung     | Einzelheiten | Position | Fläche Hektar | Datum         |
| ------------------------ | ---- | ----------- | ------------ | -------- | ------------- | ------------- |
| 2 Lindenbäume            | BW   | 82160060001 | Bischweier   | ⊙        | 0,0           | 25. Juli 1953 |
| Legende für Naturdenkmal |      |             |              |          |               |               |